# Wolfsbane (estudio de animación)
Wolfsbane Co., Ltd. (株式会社ウルフズベイン Kabushiki gaisha Urufuzubein?) es un estudio de animación japonés establecido en noviembre de 2017.

## Historia
El estudio fue establecido en noviembre de 2017. En 2021, debido a un cambio de representante, Kohei Motokawa, quien trabajaba como productor de publicidad en Toei Animation, fue nombrado director representante.
En el mismo año, la oficina central se trasladó del Edificio Toyo 305, 7-19-6 Nishi - Shinjuku, en Tokio, al Edificio Kobayashi 212, 8-19-1 Nishi - Shinjuku.

## Trabajos

### Series de televisión
| Año  | Título | Director(es)   | Fecha de primera transmisión | Fecha de última transmisión | Eps. | Notas | Refs.       |
| ---- | --- | -------------- | ---------------------------- | --------------------------- | ---- | --- | ----------- |
| 2020 | Peter Grill to Kenja no Jikan                                                                             | Tatsumi        | 10 de julio de 2020          | 25 de septiembre de 2020    | 12   | Adaptación del manga escrito e ilustrado por Daisuke Hiyama.                                                | [ 6 ] [ 7 ] |
| 2021 | Shin no Nakama ja Nai to Yuusha no Party wo Oidasareta node, Henkyou de Slow Life suru Koto ni Shimashita | Makoto Hoshino | 6 de octubre de 2021         | 29 de diciembre de 2021     | 13   | Adaptación de la novela ligera escrita por Zappon e ilustrada por Yasumo. Coproducción junto a Studio Flad. | [ 8 ]       |
| 2022 | Peter Grill to Kenja no Jikan: Super Extra                                                                | Tatsumi        | 9 de octubre de 2022         | 25 de diciembre de 2022     | 12   | Secuela de Peter Grill to Kenja no Jikan. Coproducción junto a Seven.                                       | [ 9 ]       |
| 2024 | Meitō "Isekai no Yu" Kaitaku-ki                                                                           | Tomonori Mine  | 12 de enero de 2024          | 29 de marzo de 2024         | 12   | Adaptación de la novela ligera escrita e ilustrada por Konao Menrui. Coproducción junto a BloomZ.           | [ 10 ]      |

### Como colaborador
- Fumikiri Jikan (producción principal: Ekachi Epilka; asistente de producción, 2018)[1]